# Falcon Aviation Services
Falcon Aviation Services ist eine Charterfluggesellschaft mit Sitz in Abu Dhabi und Basis auf dem Flugplatz Al-Bateen.

## Unternehmen
Falcon Aviation Services bietet neben Charterflügen mit Flugzeugen und Hubschraubern auch Luftfahrzeug-Instandhaltungen an und führt mit ihren Hubschraubern Flüge zu Bohrplattformen durch. Des Weiteren werden Maschinen an andere Fluggesellschaften verleast.

## Flotte
Mit Stand November 2016 besteht die Flotte der Falcon Aviation Services aus sechs Flugzeugen:
| Flugzeugtyp            | Anzahl | bestellt | Anmerkungen                       |
| ---------------------- | ------ | -------- | --------------------------------- |
| De Havilland DHC-8-400 | 3      |          | 2 weitere betrieben für Qazaq Air |
| Embraer Legacy 600     | 2      |          | Geschäftsreiseflugzeuge           |
| Embraer Lineage 1000   | 1      |          | Geschäftsreiseflugzeuge           |
| Gesamt                 | 6      | –        |                                   |

Außerdem werden Geschäftsreiseflugzeuge des Typs Gulfstream G450 und Hubschrauber der Typen AgustaWestland AW109S/SP und AW189 sowie Bell 412EP und Eurocopter EC 130 betrieben.